# مال ونساء (فلم)
مال ونساء فيلم مصري أُنتج في العام 1960 وأخرجه حسن الإمام، الفيلم من بطولة صلاح ذو الفقار، سعاد حسني، ويوسف وهبي، أنتجته أفلام جبرائيل تلحمي التابعة لجبرائيل تلحمي.

## القصة

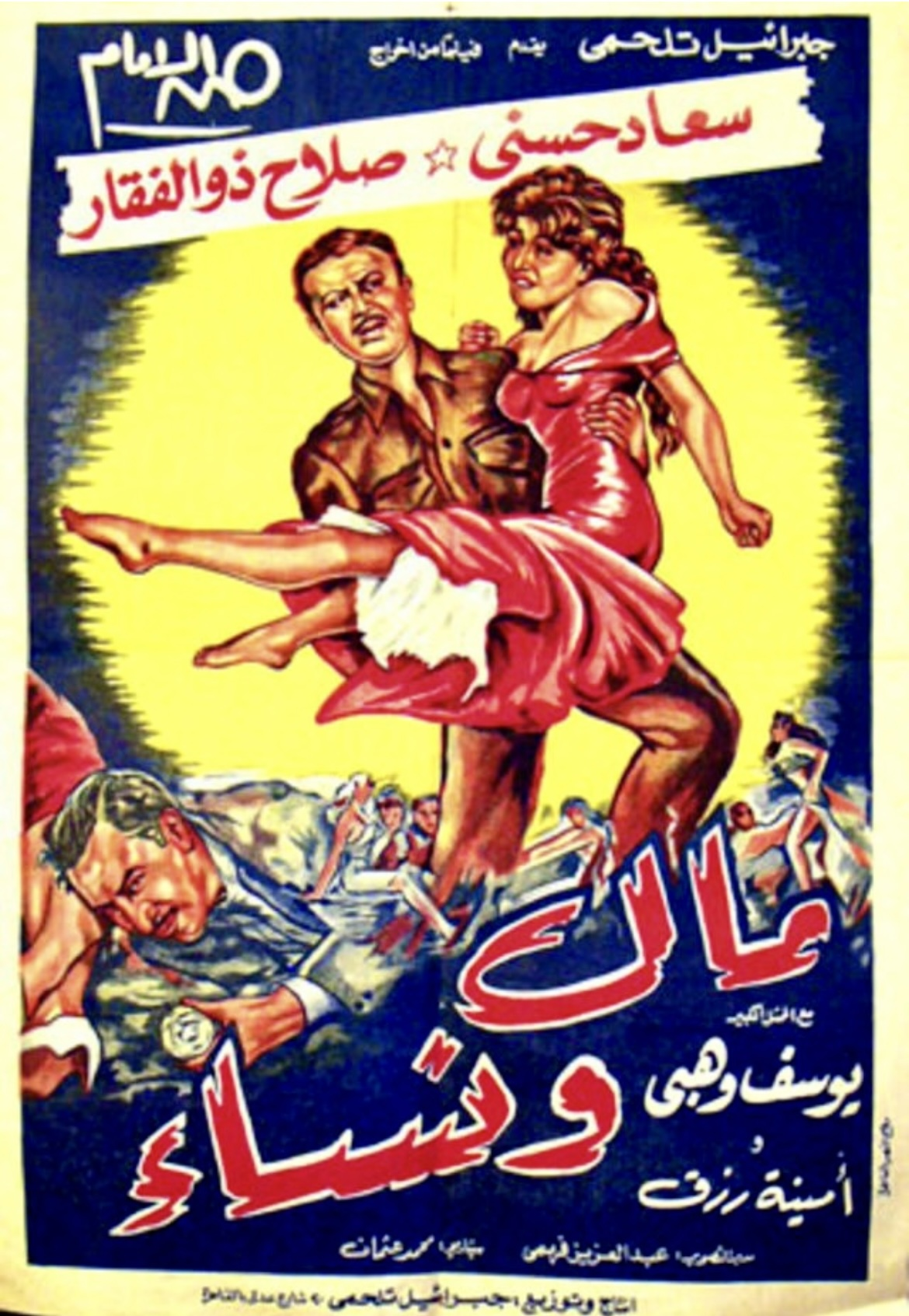
فيلم مال ونساء، 1960

شحاته أفندى (يوسف وهبي) موظف في أحد المستشفيات، رجل بسيط ضميره حى يمثل شوكة في حلق زملائه الفاسدين المختلسين من مخازن المستشفى، وهم بدوى (محمد الديب) و حنفى (محمد صبيح) و برعى (توفيق الدقن) و الباشكاتب (عدلى كاسب) حيث يتفقون مع المورد (عباس رحمى) على إرسال مندوبه (عبد المنعم بسيوني) بنصف الكميات، ويوقعون على الفواتير بالكمية كاملة، ويأخذون الفرق لأنفسهم بعيدا عن شحاته، الذي كان يعيش مع زوجته أمينه (أمينة رزق) وابنته نعمت (سعاد حسني) المتطلعة للثراء والعز، وتحب جارها حسين (صلاح ذو الفقار) ابن عم صابر (فاخر فاخر) الجزمجى. كان حسين موظفا ومنتسبا لإحدى الكليات، وقد قرأ فاتحة نعمت، ولكن عندما شاهدهم شحاته أفندى منفردين فوق السطوح، أسرع بكتابة الكتاب، وتقدم للباشكاتب بطلب سلفة لتجهيز ابنته، وجدتها العصابة فرصة كى يسيطروا على شحاته، فقام الباشكاتب بتأخير السلفية، بينما أقنعه برعى بالاقتراض من أحد أصدقائه مقابل وصل أمانة، ريثما يتم صرف السلفة، وحينما تأكدوا أنه صرف المبلغ على جهاز ابنته، أعلمه الباشكاتب برفض السلفة، وطالبه برعى برد المال وإلا السجن. اكتشف شحاته الملعوب، فاعتدى على الباشكاتب، وأحيل إلى التحقيق، وتعرض للفصل والسجن، ومرضت زوجته، فاضطر لتقبيل قدم الباشكاتب الذي طالبه بأن يغمض عينيه عن الاختلاسات، وأعطاه المبلغ الذي طلبه من جيبه الخاص كدفعة أولى. أغمض شحاته عينيه وشفيت زوجته، وتزوجت ابنته، وسافرت مع زوجها إلى مناجم أبو زنيمة بالبحر الأحمر، وعانت من حياة الصحراء، وانشغال زوجها عنها بعمله ودروسه، فتمردت على هذه الحياة، ونشب الخلاف بينهما، فتركت له البيت وعادت للقاهرة، لتكتشف أن والدها قد ترك البيت، بعد أن رفضت أمينه أن يعيش معها بمال حرام، وقد استأجر منزلا مستقلا، وتغيرت حياته إلى الأفضل خدم وحشم، ففضلت نعمت الحياة مع والدها لتنعم بالعز معه، وحينما جاءها عم صابر يعتذر لها لتعود لمنزلها رفضت، وفضلت البقاء مع والدها، وعندما قابلها حسين واعتذر، قالت له شوف أنت ابن مين وأنا بنت مين (عايرته بأبيه الجزمجى) فأرسل لها ورقة الطلاق. لقد اغترت نعمت بالمظاهر الكاذبة، وانغمس شحاته في الخمر والنساء ليتمتع بما فاته من مباهج الدنيا. لكن تم اكتشاف الاختلاسات فقام برعى بحرق المخازن، وحاول شحاته إنقاذ المستشفى من الحريق، فمات محترقا، وحاولت نعمت أن تعود لحسين طالبة السماح، لكنه رفض. ولكن عم صابر طالبه بالعفو وأن يغفر لحبيبته التي أصبحت وحيدة في هذه الدنيا، فغفر لها.

## فريق العمل
- إخراج: حسن الإمام
- تأليف: محمد عثمان، عبد الرحمن شريف
- إنتاج: أفلام جبرائيل تلحمي
- توزيع: أفلام جبرائيل تلحمي
- موسيقي: فؤاد الظاهري
- تصوير: عبد العزيز فهمي
- مونتاج: رشيدة عبد السلام

## طاقم التمثيل

### بطولة
- صلاح ذو الفقار في دور حسين
- سعاد حسني في دور نعمت
- يوسف وهبي في دور شحاتة
- أمينة رزق في دور أم نعمت
- فاخر فاخر في دور صابر
- توفيق الدقن في دور برعي
- عدلي كاسب في دور الباش كاتب
- محمد الديب في دور علي
- محمد شوقي في دور طه الساعي
- محمد صبيح في دور حنفي
- رجاء حسين في دور عزة
- عباس رحمي في دور صاحب شركة التوريدات
- عبد المنعم بسيوني في دور مندوب شركة التوريدات

### بالاشتراك مع
| - نعمت مختار - حسين إسماعيل - سلوي محمود - نجوي فؤاد (ضيفة شرف) - عبد المنعم سعودي - عبد المنعم إسماعيل | - حسين قنديل - روحية جمال - عبد الحميد بدوي - سلطان الجزار - زكي محمد حسن - محمد سليمان |

## وصلات خارجية
- مقالات تستعمل روابط فنية بلا صلة مع ويكي بيانات
- شاهد ّمال ونساء" في سينموز